# Приморский район (Волгоградская область)
Примо́рский райо́н (до 1959 года — Проле́йский район) — административно-территориальная единица, существовавшая с 1935 по 1963 год и входившая в Сталинградский край и Сталинградскую (с 1961 года — Волгоградскую) область.
Административный центр района — посёлок Приморск.

## География
Пролейский (Приморский) район располагался на левом берегу Волги, в Заволжье. Это примерно центр Сталинградского края (позднее — области), к северо-востоку от Сталинграда (Волгограда). Несмотря на близость Волги, западная граница района проходила не по реке, а немного восточнее. Лишь после строительства Сталинградской гидроэлектростанции и создания в 1956—1958 годах Волгоградского водохранилища западной границей района стала река.
В 1945 году район граничил:
- на севере и северо-востоке — с Быковским;
- на востоке — с Эльтонским;
- на юго-востоке и юге — со Среднеахтубинским;
- на юго-западе — с Дубовским;
- на северо-западе — с Балыклейским районами.

В 1953 году Эльтонский район упразднён, его территория вошла в состав Палласовского района. При этом границы изменились таким образом, что Палласовский район уже не имел общей границы с Пролейским районом, на востоке остались границы только с Быковским и Среднеахтубинском районами.

## История
Постановлением ВЦИК от 25 января 1935 г. «О новой сети районов Сталинградского края и улусов Калмыцкой автономной области» (протокол № 1 заседания ВЦИК, ст. 19) было утверждено разукрупнение районов. Постановлением президиума Сталинградского крайисполкома от 29 января 1935 г. была определена территория районов. Пролейский район был образован из территорий Николаевского и Дубовского районов.
На основании Указа Президиума Верховного Совета РСФСР от 27 ноября 1959 года посёлок Приморск был утвержден центром Пролейского района Сталинградской области, Пролейский район переименован в Приморский.
На основании Указа Президиума Верховного Совета РСФСР от 01 февраля 1963 года «Об укрупнении сельских районов и изменении подчиненности районов и городов Волгоградской области» и решения исполкома Волгоградского областного Совета депутатов трудящихся от 7 февраля 1963 года № 3/55 территория Приморского района вошла в состав Среднеахтубинского района Волгоградской области.

## Административно-территориальный состав
Постановлением Президиума ВЦИК от 20 мая 1936 года № 43 Солдатско-Степновский сельсовет был перечислен из Пролейского района в Быковский.
Указом Президиума Верховного Совета РСФСР от 16 августа 1939 года был образован Красносельский сельсовет за счёт разукрупнения Урало-Ахтубинского сельсовета Пролейского района с одновременной передачей вновь образованного Красносельского сельсовета из Пролейского района в Быковский.
Список советов по Приморскому району по состоянию на 1960 год:
1. Приморский поселковый совет
2. Верхне-Балыклейский сельский совет
3. Верхне-Погроминский сельский совет
4. Луго-Пролейский сельский совет
5. Нижне-Балыклейский сельский совет
6. Нижне-Никольский сельский совет
7. Рахинский сельский совет
8. Столяровский сельский совет
9. Урало-Ахтубинский сельский совет

Решением облисполкома от 14 апреля 1960 № 6/188 § 23 был упразднен Нижне-Балыклейский сельсовет. Его территория в границах земель к-за «Путь к коммунизму» и станица Степано-Разинская передана в состав Урало-Ахтубинского сельсовета, а территория в границах земель к-за «Октябрьская революция» и село Нижний Балыклей в состав Верхне-Балыклейского сельсовета.
Решением облисполкома от 25 мая 1961 года № 10/246 § 15 был упразднен Столяровский сельсовет. Территория в границах земель совхоза «Приморский» с хутором Столяров передана в состав Лугово-Пролейского сельсовета, в границах земель совхоза «Пламя революции» с хутором Демидов в состав Рахинского сельсовета.
Решением Исполкома Сталинградского Совета депутатов трудящихся от 08 июля 1961 года № 13/311 § 24 поселок Приморск Приморского сельсовета Приморского района был отнесен к категории рабочих поселков, за ним сохранено прежнее название; Приморский сельский Совет депутатов трудящихся был преобразован в поселковый Совет депутатов трудящихся рабочего поселка Приморск, оставив в его административном подчинении хутор Кружной, входивший в состав Приморского сельсовета.
Решением исполнительного комитета Волгоградского областного Совета депутатов трудящихся от 18 января 1962 года № 2/32 хутора Кузнецов и Медведев вместе с территорией в границах земель 3-го отделения совхоза «Пламя революции» были переданы из Верхнепогроминского сельсовета в состав Рахинского сельсовета Приморского района.